# Damien Crosse
Damien Crosse, född 11 februari 1982, är en kubanamerikansk porrskådespelare. Han medverkar i gay-filmer och pornografiska gay-magasin, Han har tidigare arbetat exklusivt för Titan men har nu övergått till Raging Stallion Studios.
2008 lanserade Crosse och Francesco D'Macho Madrid-produktionen Stag Homme Studios. Crosse är öppet homosexuell även privat och gifte sig i juni 2009 med sin affärspartner och tillika "porrstjärna" Francesco D'Macho. Bröllopet hölls i Madrid. 2009 fick han motta en XBIZ Awards 2009 nominering för GLBT Performer of the Year.

## Filmer (för video)
- 2004 Truck Stop Muscle (Pacific Sun Entertainment)
- 2006 Breathless (Titan Media)
- 2006 Cop Shack on 101 (Titan Media)
- 2006 Folsom Filth (Titan Media)
- 2006 Hitch (Titan Media)
- 2007 Breakers (Titan Media)
- 2007 Campus Pizza (Titan Media)
- 2007 Command Post (Titan Media)
- 2007 H2O (Titan Media)
- 2008 Folsom Prison (Titan Media)
- 2008 Home Bodies (Raging Stallion Studios)
- 2008 Hotter Than Hell Part 1 (Raging Stallion Studios)
- 2008 Mens Room III: Ozark Mtn. Exit 8 (Titan Media)
- 2008 Telescope (Titan Media)
- 2008 To The Last Man - Part 1 The Gathering Storm (Raging Stallion Studios)
- 2008 To The Last Man - Part 2 Guns Blazing (Raging Stallion Studios)
- 2008 Warehouse (Titan Media)
- 2009 Stag Fight (Raging Stallion Studios)
- 2010 Stag Reel (Raging Stallion Studios)
- 2010 Stag Candy (Raging Stallion Studios)

Han har också medverkat i tre episoder av Broke Straight Boys (som Sebastian) och i fem episoder av Circle Jerk Boys